# لیگ برتر فوتبال مالی
لیگ دسته اول فوتبال مالی (انگلیسی: Malian Première Division) بالاترین سطح مسابقات فوتبال در کشور مالی است که توسط فدراسیون فوتبال مالی از سال ۱۹۶۶ برگزار می‌شود.
باشگاه ورزشی جولیبا با ۲۴ قهرمانی و باشگاه فوتبال استاد مالی با ۲۳ قهرمانی پرافتخارترین تیم‌های این مسابقات محسوب می‌شوند.

## باشگاه‌ها بر پایه قهرمانی
| باشگاه      | قهرمانی | سال |
| ----------- | ------- | --- |
| جولیبا      | ۲۴      | ۱۹۶۶, ۱۹۶۷, ۱۹۶۸, ۱۹۷۱, ۱۹۷۳, ۱۹۷۴, ۱۹۷۵, ۱۹۷۶, ۱۹۷۹, ۱۹۸۲, ۱۹۸۵, ۱۹۸۸, ۱۹۹۰, ۱۹۹۲, ۱۹۹۶, ۱۹۹۷, ۱۹۹۸, ۱۹۹۹, ۲۰۰۴, ۲۰۰۸, ۲۰۰۹, ۲۰۱۲, ۲۰۲۲, ۲۰۲۳–۲۴ |
| استاد مالی  | ۲۳      | ۱۹۷۰, ۱۹۷۲, ۱۹۸۴, ۱۹۸۷, ۱۹۸۹, ۱۹۹۳, ۱۹۹۴, ۱۹۹۵, ۲۰۰۰, ۲۰۰۱, ۲۰۰۲, ۲۰۰۳, ۲۰۰۵, ۲۰۰۶, ۲۰۰۷, ۲۰۱۰, ۲۰۱۱, ۲۰۱۳, ۲۰۱۴, ۲۰۱۵, ۲۰۱۶, ۲۰۲۰, ۲۰۲۱          |
| رئال باماکو | ۷       | ۱۹۶۹, ۱۹۸۰, ۱۹۸۱, ۱۹۸۳, ۱۹۸۶, ۱۹۹۱, ۲۰۲۳ |